# Jean Nicolas Méaulle
Pour les articles homonymes, voir Méaulle (homonymie).
Jean-Nicolas Méaulle, né le 16 mars 1757 à Saint-Aubin-du-Cormier (Ille-et-Vilaine), mort le 17 octobre 1826 à Gand, était un homme politique français.

## Biographie
Issu d'une famille originaire de Normandie, il est le fils de Jean Méaulle (mort le 16 mars 1785), riche agriculteur qui a acquis vers 1777 une partie de l'ancien château de Saint-Aubin, ancienne propriété des ducs de la Trémoille, et de Perrine Sirel. Après des études au collège Saint-Thomas de Rennes, il se fait recevoir avocat et s'établit à Châteaubriant, où, grâce à son éloquence, son goût du travail et son humeur égale et enjouée, il acquiert de la clientèle et devient très populaire.
La France devient une monarchie constitutionnelle en application de la constitution du 3 septembre 1791. Le même mois, Jean-Nicolas Méaulle est élu député suppléant du département de la Loire-Inférieure, mais n'est pas appelé à siéger. 
La monarchie prend fin à l'issue de la journée du 10 août 1792 : les bataillons de fédérés bretons et marseillais et les insurgés des faubourgs de Paris prennent le palais des Tuileries. Louis XVI  et sa famille sont emprisonnés à la tour du Temple.  

### Mandat à la Convention
En septembre 1792, Jean-Nicolas Méaulle, alors président du tribunal de Châteaubriant, est élu député de la Loire-Inférieure, le premier sur huit, à la Convention nationale. 
Il siège sur les bancs de la Montagne. Lors du procès de Louis XVI, il vote la mort et rejette l'appel au peuple et sursis à l'exécution. En avril 1793, il vote contre la mise en accusation de Jean-Paul Marat : « Si Marat a commis des erreurs, s'il s'est quelquefois égaré, ne lui devriez-vous aucune reconnaissance, pour les conseils salutaires que vous n'avez écoutés que trop tard ? ». Le 21 mai de la même année, élu premier suppléant sur douze de la Commission des Douze, il vote contre son rétablissement le 28. 
Au printemps 1793, Méaulle accède à des fonctions dirigeantes au sein de la Convention. Le 30 mai, il est élu secrétaire aux côtés de Jean-François Ducos et de Pierre-Toussaint Durand de Maillane, sous la présidence de François René Mallarmé. En juin, il est élu membre du Comité de Sûreté générale.

#### Le représentant en mission
Le 20 juin, Méaulle est désigné représentant en mission auprès de l'armée du Nord en remplacement d'Ernest Duquesnoy alors malade. La destination et la nature de sa mission sont changées quatre jours plus tard : il est envoyé « dans les départements du Centre et de l'Ouest » aux côtés de François-Joachim Esnue-Lavallée, de Joseph Fouché et de Pierre Philippeaux pour accélérer la levée en masse. 
En août, Méaulle est envoyé auprès de l'armée des côtes de Brest aux côtés d'Albert Ruelle et de Jacques Garnier « de Saintes ». 
En frimaire an II (décembre 1793), initialement envoyé à Cherbourg, Méaulle est remplacé par Henri Bouret. En nivôse (fin décembre), sur arrêté du Comité de Salut public, il remplace Jean-Marie Collot d'Herbois aux côtés de Joseph Fouché et de François Laporte dans les départements du Rhône et de la Loire pour y organiser le gouvernement révolutionnaire. En floréal (avril 1794), il est envoyé dans le département de l'Ain et est remplacé à « Commune-Affranchie » (Lyon) par Jean-Baptiste Dupuy. 
Enfin, en thermidor (juillet), Méaulle est envoyé dans les départements de l'Ardèche, de la Drôme et de la Lozère. Il est rappelé au sein de la Convention par le Comité de Salut public en fructidor (août). 

#### Sous laConvention thermidorienne
Après la chute de Robespierre, Jean-Nicolas Méaulle siège parmi les « derniers montagnards » selon l'historienne Françoise Brunel. En fructidor an II (septembre 1794), il est élu membre du Comité de Sûreté générale. Lors de l'insurrection du 12 germinal an III, il signe la demande d'appel nominal alors que les anciens membres du Comité de Salut public, Barère, Billaud-Varenne et Collot d'Herbois sont décrétés de déportation à l'île d'Oléron. 

### Sous le Directoire, le Consulat et l'Empire
Réélu le 22 vendémiaire an IV par le département de Loire-Inférieure, par 128 voix sur 232 votants, au Conseil des Cinq-Cents, il sort de cette assemblée en l'an V (mai 1797), et le Directoire l'envoie dans la Meuse comme commissaire du gouvernement. L'année suivante, ce même département l'élit juge au tribunal de cassation, où il est plusieurs fois choisi par ses collègues pour présider la chambre dont il fait partie. Le 17 messidor an VIII, il est nommé commissaire près le tribunal criminel de Gand. Sous l'Empire, il est procureur impérial à la Cour de Bruxelles. Le 25 prairial an XII, il obtient la Légion d'honneur. En 1813, il est nommé procureur général près la Haute-Cour instituée dans le département des Bouches-de-l'Elbe.
En 1814, il quitte Hambourg avec le corps d'armée du prince d'Eckmühl et, sous les habits de chef de bataillon, part retrouver sa femme à Gand, où il demeure jusqu'aux Cent-Jours. Rentré alors en France, il est nommé conseiller à la cour de Rennes mais refuse ces fonctions. Proscrit par la loi  du 12 janvier 1816 sur les régicides, il retourne à Gand, où était demeurée sa femme. Son fils, Hyacinthe-Charles, alors avocat à Rennes, demande le 20 février un passeport pour l'y rejoindre. Revenu à Rennes, il demande en vain le retour de son père le 5 janvier 1819.
Fait chevalier de l'Empire le 20 août 1809, il portait sur ses armoiries une main rouge.